# Abbaye de Zwettl
L’abbaye de Zwettl est un ancien monastère de l'ordre cistercien, dans le Waldviertel de Basse-Autriche. Elle est en activité sans interruption depuis l'année de sa fondation, en 1138, et elle est ainsi, après l’abbaye de Rein et l’abbaye de Heiligenkreuz, la troisième plus ancienne abbaye cistercienne au monde. Elle se trouve à proximité de la ville éponyme de Zwettl. L'emplacement de l'abbaye, en fond de vallée, au creux d'un méandre du Kamp, est typique des abbayes cisterciennes. L'administration autrichienne a assigné de longue date à l'abbaye une identité administrative propre : Zwettl Stift, qui a le statut de « commune cadastrale » de la ville de Zwettl. Les terrains alentour sont rattachés à cette entité. Elle possède le plus haut clocher de toutes les abbayes cisterciennes, avec 99 mètres de hauteur.

## Histoire
C'est en 1138 qu’un prince de la lignée des Kuenringer, Hadmar Ier, fit venir en cet endroit des moines de l'abbaye de Heiligenkreuz pour conforter la tradition du Morimond. Le roi Conrad III confirma les donations de Hadmar par un décret d'octobre 1139 et garantit protection et liberté aux avoués de l’abbaye. L'abbaye fut consacrée en 1159, et en 1185, elle recevait une partie des terres du Wittingau (ces terres seront ensuite revendues vers 1250 aux princes de la lignée Landsteinienne des Witigons). Plusieurs princes de Kuenring ont été inhumés à l'abbaye. En 1266, Čeč de Velešín, avec l'accord de sa femme Gisela von Kuenring, fit donation aux cisterciens de Zwettl, du village de Weitra.
Les parties préservées de style roman sont le lavatorium et la salle capitulaire avec son impressionnant pilier central. Le scriptorium de l’abbaye fut très actif tout au long du Moyen Âge ; ainsi le Bärenhaut (1311) est l'un des plus prestigieux manuscrits de l'abbaye, et l'un des mieux conservés du XIVe siècle.
Le cloître est un remarquable exemple d’édifice, à la transition du roman tardif au gothique primitif. Le jardin du cloître symbolise le paradis. Les autres jardins sont celui de la cour de l'abbaye, inspiré des jardins italiens de la Renaissance, et le Jardin des Prélats, un rare spécimen de Jardin d'agrément néo-baroque à l'anglaise.
Les Hussites pillèrent et détruisirent en grande partie l'abbaye en 1427. Les réparations prirent des décennies, et vers 1490 la fastueuse chapelle gothique était terminée. La création du chœur d'enfants remonte aussi au XVe siècle. L'orgue de Jakob Künigswerth est installé dans la chapelle en 1544.
L'abbaye fut profondément remaniée dans le style baroque au XVIIIe siècle : entre autres la tour ouest de la façade, œuvre de l'architecte Joseph Munggenast sur des plans de Matthias Steinl (de). Avec ses 82 m, c'est la deuxième plus haute tour de Basse-Autriche. La bibliothèque rococo de l'abbaye, dont les fresques sont l’œuvre du peintre baroque Paul Troger, date également de cette époque.
De 1728 à 1731, le facteur d'orgue Johann Ignaz Egedacher de Passau conçut un nouvel orgue, l'un des plus grandes et des plus coûteuses de Vienne et de toute la Basse-Autriche.
En 1938, les Nazis ont confisqué (contre une indemnisation arbitraire) près de 700 ha de champs et de forêts à l'abbaye pour y aménager un champ de manœuvres.

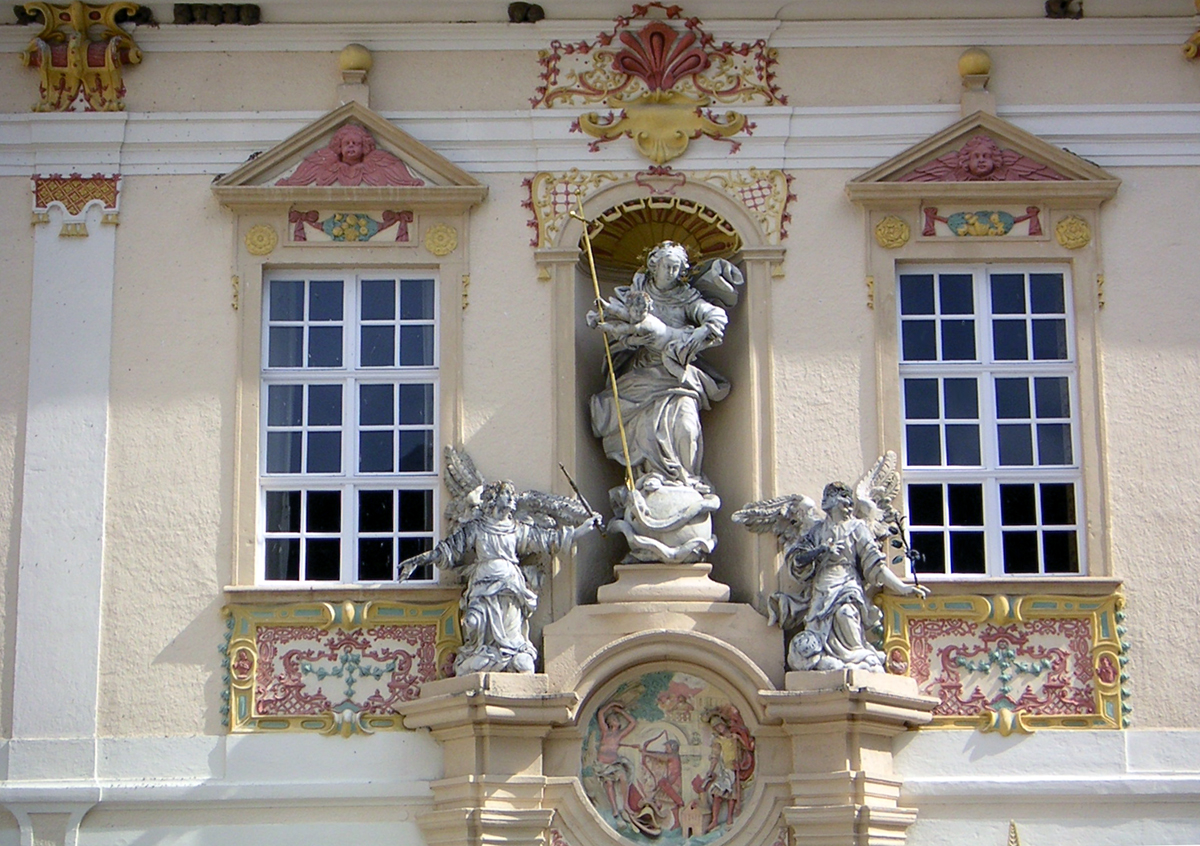
Façade sur la Cour des Prélats.
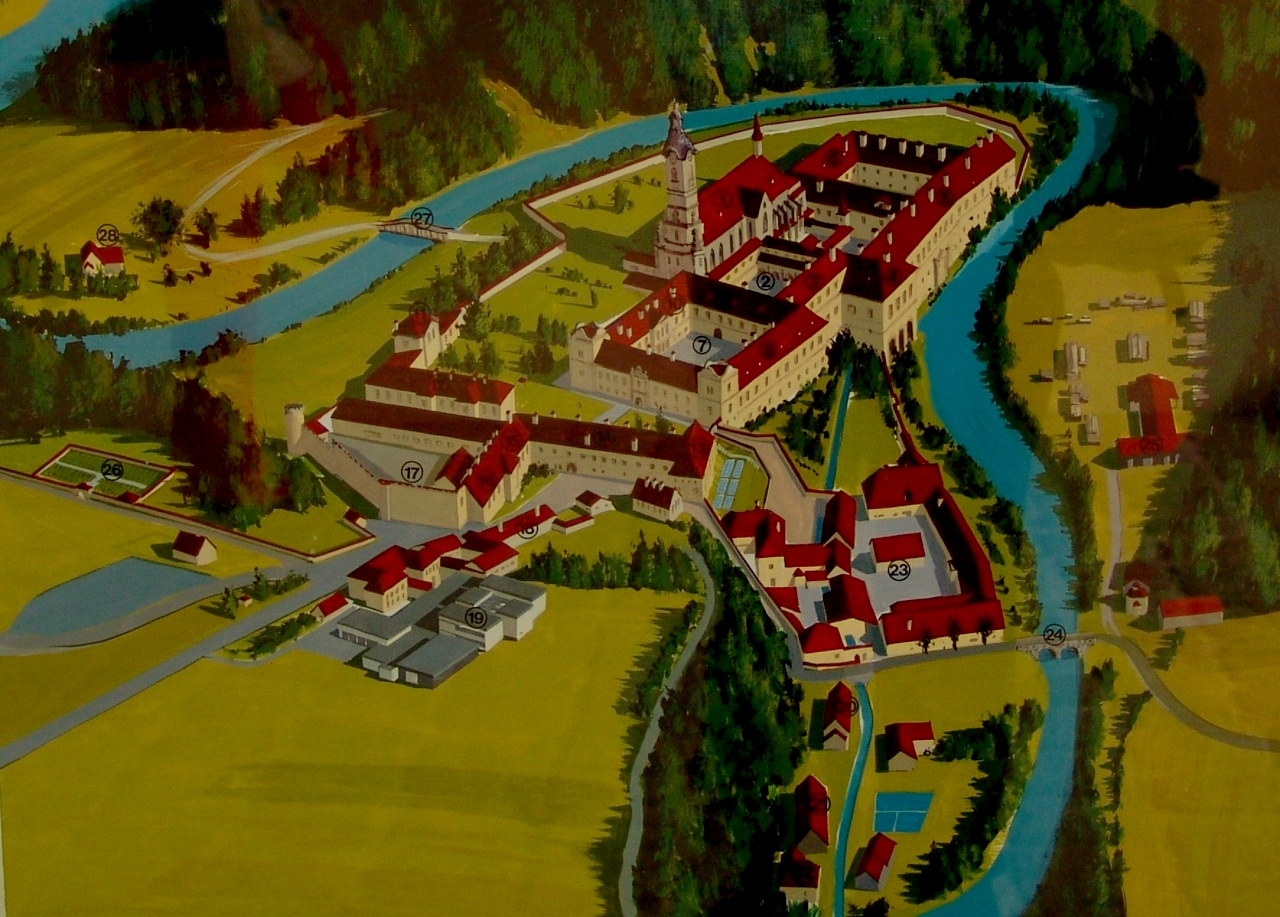
Carte d'orientation à la porte d'entrée.
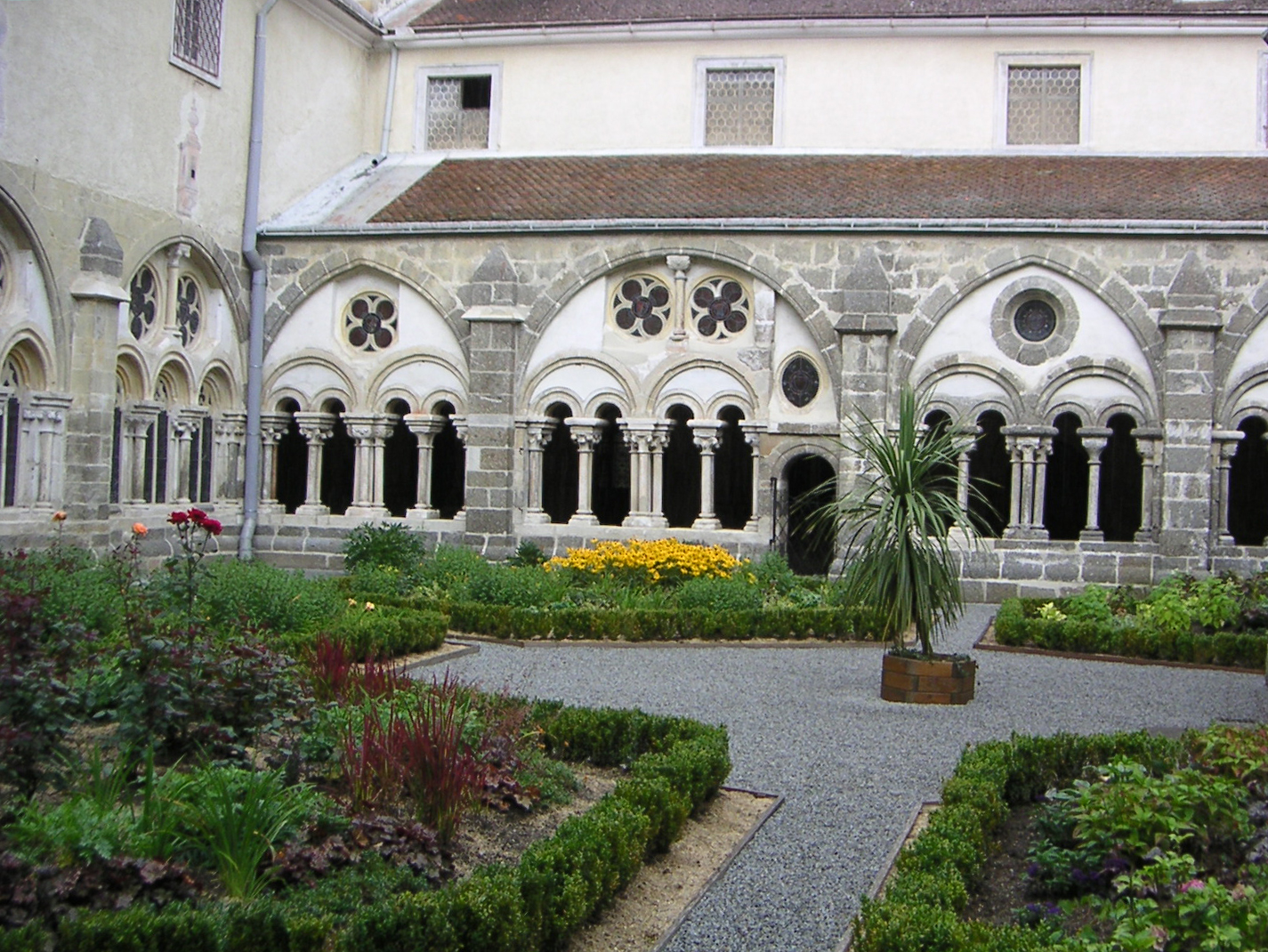
Le cloître.
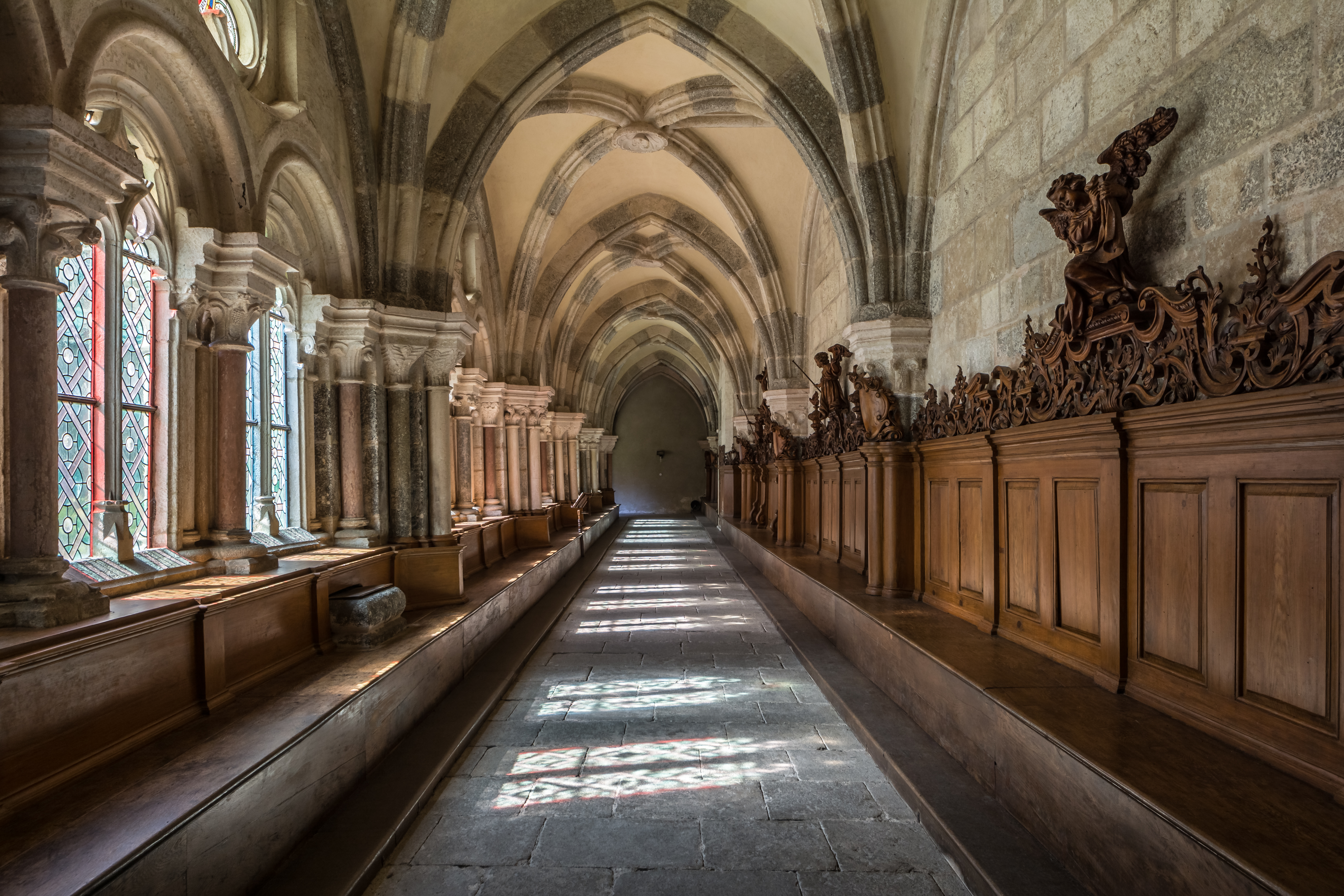
Vue de l'intérieur du cloître.
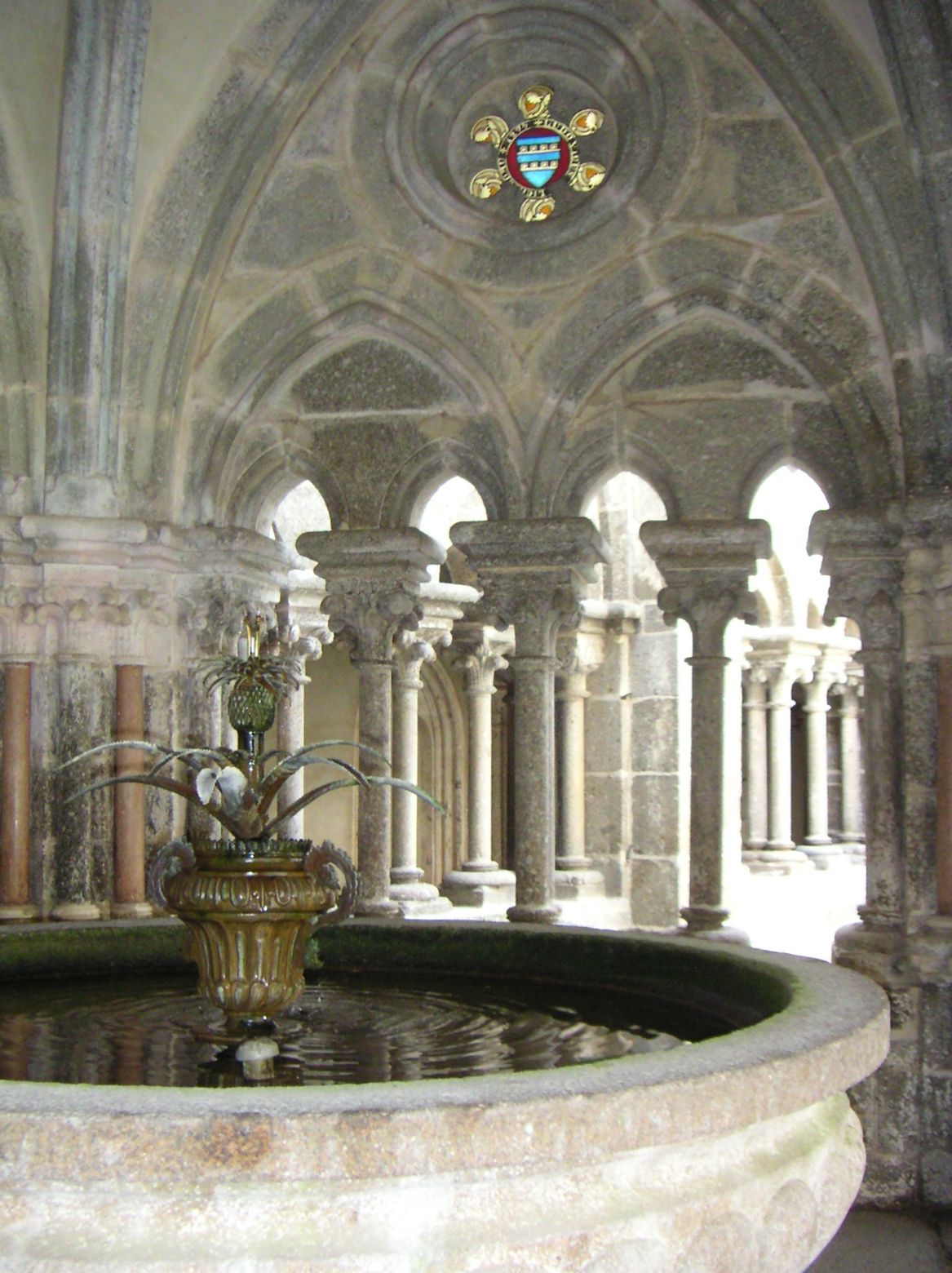
La fontaine, de style roman.

## Tourisme, produits locaux et manifestations
La congrégation subvient aujourd'hui à ses besoins par le produit de ses cultures, forêts, viviers, ainsi que grâce aux vignobles de Gobelsburg.
Depuis le XVIIe siècle, plusieurs variétés exotiques ont été acclimatées dans les jardins de l'abbaye, et des travaux de rénovation importants ont été entrepris ces dernières années. Ainsi dans le cadre du Festival des Jardins – Kamptal 2006, les moines ont pu rouvrir l’Orangerie au public.
Depuis la restauration de l'orgue baroque en 1983, l'abbaye accueille chaque année le Festival International de l’Orgue.

## Liste des abbés
Notamment aux XVIIe et XVIIIe siècles, l'abbaye connut un certain nombre d'abbés remarquables
- Bernhard Linck (1646-1671) : historien et auteur d'Annales Austrio-Clara-Vallenses, seu Fundationis Monasterii Claræ-Vallis Austrariæ, Vulgo Zwetl, Ordinis Cisterciensis Intium et Progressus[z 1] lecture en ligne, tome II (1400-1645)
- Kaspar Bernhardt (1672-1695) : extensions du monastère, avec le style baroque[z 1]
- Robert Schöller (1695-1706)
- Melchior Zaunagg (1706-1747) : collaboration avec Joseph Munggenast, Mathias Steinl[z 2]

## Voir également
- (de) Cet article est partiellement ou en totalité issu de l’article de Wikipédia en allemand intitulé « Stift Zwettl » (voir la liste des auteurs).
- - Site web de l'abbaye
- L'abbaye de Zwettl sur le site germanophone Monasterium.net
- Photos de l'abbaye de Zwettl